# Fortele Jonatana Koota
Fortele Jonatana Koota – polski serial animowany dla dzieci nakręcony w latach 1980-1981 na podstawie książki Janusza Przymanowskiego pod tym samym tytułem.

## Fabuła
Serial opowiada o przygodach trójki zwierzaków – kota Jonatana Koota, ptaka Eryka Kowalika i żółwia Bikiego Chelonidesa, którzy powołują do życia Eskadrę Jonatana i stają do walki z trucicielami środowiska.

## Spis odcinków
1. Alarm nad Bóbrzą
2. Super reklama
3. Pod prąd
4. Opowieść egzotyczna
5. Eskadra Jonatana
6. Węzeł Kootyjski
7. Węzeł Sprytka
8. Opowieść swojska
9. Glac-plac
10. Duchy puszczy
11. Idole
12. Sto godzin terroru
13. Klęska zwycięska